# Димитриос Цонкос
Димитриос Цонкос (на гръцки: Δημήτριος Τσώγκος) е гръцки книжар, журналист и издател.

## Биография
Роден е в 1884 година година в гъркоманско семейство в град Битоля, тогава в Османската империя. След като Битоля остава в Кралство Сърбия след Балканските войни в 1913 година, Цонкос емигрира в Гърция и подобно на много други битолчани се установява в Лерин (Флорина). В Лерин Цонкос заедно с друг бежанец от Битоля Ницас в края на 1914 година започва да издава първия вестник в града „Неа Флорина“. Във вестника Цонкос е начело на редакцията и отговаря за съставянето на материалите. „Неа Флорина“ обаче е краткотраен. След края на Първата световна война, от 1919 до 1929 година Цонкос е администратор на леринския вестник „Фони ту Лау“, който политически е част от широката десница, подкрепяйки Народната партия. В 1929 година Цонкос започва да издава вестник „Македоники“, който също идеологически е антивенизелистки и подкрепя Народната партия.  Вестникът му обаче в 1938 година е спрян със заповед на областния управител (номарха) на ном Лерин Йоанис Цакцирас при установяването на диктатурата на Йоанис Метаксас. След Втората световна война, от 1945 година Цонкос издава вестник „Елиники Фони“.
Умира през март 1961 година.